# Zaharije Orfelin
Zaharije Orfelin (en cirílico serbio: Захаријe Орфелин; 1726 - 19 de enero de 1785) fue un polímata serbio que vivió y trabajó en el Imperio Habsburgo y la República de Venecia. Descrito como un hombre del Renacimiento, fue educador, teólogo, administrador, poeta, grabador, lexicógrafo, herbolario, historiador, traductor, editor, redactor, polemista, políglota, un destacado enólogo y viajero. Su sobrino fue el pintor Jakov Orfelin.